# Cretotrigona prisca
Cretotrigona prisca es una especie extinta de himenóptero ápido de la tribu Meliponini, considerada como la abeja social fósil más antigua, hallada en ámbar de Nueva Jersey (Estados Unidos) de 70,6 a 66,04 Ma de antigüedad. Cabe notar que en el año 2006 se encontró otra abeja fósil anterior, Melittosphex burmensis con caracteres más primitivos y más antigua (100 millones de años).
Es un fósil fascinante pero anómalo por varios motivos:
- Primero, es un miembro de la tribu Meliponini de los corbiculados de la subfamilia Apinae.

- Segundo, tanto el origen como la edad son inciertos, dejando dudas si puede adecuadamente ser utilizado para fechar la antigüedad de abejas sociales. Porque la localización estratigráfica exacta del ámbar que contiene esta abeja no se conoce, el fechado de este fósil ha sido indirecto (por la comparación con la composición química de otros ámbares de Nueva Jersey. Mientras que la edad fue presumida inicialmente en 80 millones de años, otros autores la han estimado desde entonces en 70 millones de años, y en 65 millones de años de edad.

Si este fósil es de hecho del final del Cretáceo, sugiere que las abejas, especialmente las abejas sociales habrían experimentado al final del Cretáceo una diversificación significativa.
Existen abejas fósiles en ámbar de origen dominicano de aproximadamente 23 millones de años y en ámbar báltico de aproximadamente 42 millones de años. Estos dos lugares proporcionan información importante sobre la antigua diversidad de las abejas y sobre las distribuciones biogeográficas. En el ámbar dominicano hay representantes de cinco familias actualmente existentes: Colletidae, Halictidae, Andrenidae, Megachilidae, y Apidae.
Los depósitos de ámbar bálticos incluyen los representantes de cuatro familias actualmente existentes: Halictidae, Melittidae, Megachilidae, y Apidae y de una familia extinta Paleomelittidae. La fauna fósil báltica es al parecer en polarización negativa hacia abejas corbiculadas recolectoras de resina. Estos depósitos ambarinos bálticos proporcionan información importante en la evolución de las abejas corbiculadas y de la transición de nidifcación solitaria a la nidificación eusocial.
El registro fósil de las avispas cavadoras o esfécidos, presenta un taxón hermano al de las abejas que proporciona una cierta información adicional relevante a la edad de abejas. Los fósiles más antiguos de las avispas esfeciformes son de mediados del Cretáceo. Sin embargo, como en Cretotrigona, los fósiles más antiguos de esfeciformes representan taxones derivados. Los fósiles más viejos de esfeciformes se han colocado en la tribu Pemphredonini, que por análisis cladístico se colocan en una posición derivada dentro de Crabronidae /(Sphecidae), el grupo supuesto hermano a las abejas. Así, las abejas y los crabrónidos deben haber diversificado a mediados del Cretáceo, pero la avispa crabrónida originaria debe haber existido mucho antes de esto. Como resultado de todo esto se concluye que los fósiles disponibles actualmente subestiman perceptiblemente la edad de ambos grupos tanto para las abejas como para las avispas esfeciformes.
La antigüedad de las abejas se podría estimar potencialmente gracias al registro fósil más completo de las plantas angiospermas. Existe una literatura substancial de la evolución temprana de las angiospermas y la historia evolutiva de la asociación insectos-flor, tales como moscas, polillas y mariposas, avispas, y abejas.